# Gianluca Gatti
Gianluca Gatti (27 marzo 1973) è un ex calciatore sammarinese, di ruolo centrocampista. Tuttora svolge il ruolo di preparatore atletico della nazionale Under-21 di calcio di San Marino.